# Hadmar von Wieser

Hadmar Wieser (2000)

Hadmar von Wieser (bürgerlich: Hadmar Kurt Wieser; Pseudonym Magus Magellan; * 18. August 1963 in Salzburg) ist ein österreichischer Autor, Künstler und Spieleautor, der sich bevorzugt mit Fantasy, Mythologie und Magie befasst.

## Namen
Wieser gab als bürgerlichen Namen „Hadmar Wieser“ an, da „in Österreich […] Adelsnamen seit 1918 vollständig verboten [sind]“. Als seinen vollständigen Namen nannte er „Hadmar Kurt Alexander Erasmus Dragomir Freiherr von Wieser“.
In seinen Veröffentlichungen tritt Hadmar Wieser – so im Impressum seiner Webseite – unter den Namen „Hadmar von Wieser“ bzw. „Hadmar Freiherr von Wieser“ auf.
Daneben ist Wieser unter dem Pseudonym „Magus Magellan“ hervorgetreten.
Zudem gab Wieser 2007 an, Friedrich von Wieser sei sein „Urgroßvater in direkter männlicher Linie“ und Eugen Böhm von Bawerk (Schwager von Friedrich von Wieser) sein Urgroßonkel.

## Werdegang
Als Geburtsort gab Wieser bis 2007 Mondsee in Oberösterreich, danach Salzburg an. Aufgewachsen ist er in Mondsee. Bis 1981 besuchte er das Musische Gymnasium in Salzburg und begann danach ein Mathematik-, Jus- und Psychologiestudium an der Paris-Lodron-Universität Salzburg.
1984 wurde er Fantasy-Autor. Von 1986 bis 2002 war er Redakteur und Rollenspielautor bei dem Rollenspiel Das Schwarze Auge. Hier hat er zahlreiche Abenteuerbände verfasst und Hintergrundwissen über die aventurische Welt zusammengetragen. Seine Publikationen dehnen sich auch in die neuen Medien aus, etwa Mobile-Solos für das Handy.
Nach drei Monaten als Journalist für den Sender Antenne Salzburg, arbeitete er ab 1999 als Regisseur, Darsteller und Stuntman in der Gruppe Luzifer. Seitdem beschäftigt er sich vermehrt mit Esoterik und Parapsychologie.
Seit 2012 entwickelt und spielleitet Wieser politische Planspiele und Rollenspiele für Schülerinnen und Lehrlinge in österreichischen Bundesländern. Finanziert von EU und Europäischer Kommission, veranstaltet von dem Verein Akzente Salzburg, lernen die Spielenden Demokratie und politische Partizipation.

## Werke
Im Heyne Verlag:
- Der Schwertkönig
- Der Dämonenmeister
- Der Lichtvogel
- Erde und Eis
- Von Menschen und Monstern (Anthologie)

Im Piper Verlag in der Reihe Gezeitenwelt:
- Himmlisches Feuer
- Das Geheimnis der Gezeitenwelt

Essayistik
- Jede Wahl. Noch nie zuvor gab es so viele Möglichkeiten für die Gesellschaft, sich rundzuerneuern – dank Krise herrscht jetzt der Optimismus. Politischer Essay. In: Zeit Online. 23. September 2009, abgerufen am 21. Dezember 2018 (unter dem Namen Hadmar von Wieser).

## Auszeichnungen
- Deutscher Abenteuer-Spiel-Preis 1989, 1990 und 1991
- ZauberZeitpreis 1990
- Deutscher Rollenspielepreis 2003 (Bester Autor)